# Ausbürgerung
Ausbürgerung, auch Expatriation oder Expatriierung genannt, bedeutet den Verlust der Staatsangehörigkeit.
Begrifflich ist zu unterscheiden zwischen der Entziehung und dem Verlust der Staatsangehörigkeit. Die Entziehung ist nach der Definition des Bundesverfassungsgerichts eine „Verlustzufügung, die der Betroffene nicht beeinflussen kann“. Keine Entziehung ist dagegen der Verlust der Staatsangehörigkeit auf Grund von Umständen, die der Betroffene willentlich oder für ihn voraussehbar erfüllt, z. B. der Eintritt in die Streitkräfte eines anderen Staates im Sinne des § 28 StAG.
Besitzt die betroffene Person keine weitere Staatsangehörigkeit, so wird sie mit der Ausbürgerung staatenlos. Je nach der Rechtsordnung der einzelnen Staaten kann eine Ausbürgerung als individuelle oder kollektive Maßnahme zulässig sein.
Da jeder Bürger in seine Staatsangehörigkeit hineingeboren und er nach demokratischer Auffassung Mitträger der staatlichen Souveränität ist, steht seine Staatsangehörigkeit nicht zur freien Disposition des Staates. Es bedarf daher stets einer bestimmten Mitwirkung, Handlung oder Unterlassung des Individuums, um einen Verlust der Staatsangehörigkeit zu legitimieren. Ein Staat kann mithin nur Gebiet, nicht Einzelpersonen derelinquieren; er kann allerdings durch völkerrechtliche Dereliktion (d. h. Verzicht) eines Teilgebietes auch dessen Bevölkerung optieren lassen und sie auf diesem Weg aus ihrer Staatsangehörigkeit entlassen oder aber ihnen die Staatsangehörigkeit entziehen.
Ob eine Staatsangehörigkeit freiwillig aufgegeben werden kann, bestimmen gesetzliche Regelungen über die Entlassung aus der Staatsangehörigkeit.
Als ein historisches Vorbild der Ausbürgerung ist die Verbannung (auch Landesverweisung, rechtshistorisch abgeleitet aus der Banngewalt des Königs) einer Person aus ihrem Heimatland zu betrachten.

## Ausbürgerungen in Deutschland

### Diktatur des Nationalsozialismus
Bereits das 25-Punkte-Programm der NSDAP-Gründung von 1920 forderte eine Ausbürgerung der Juden aus dem Deutschen Reich.

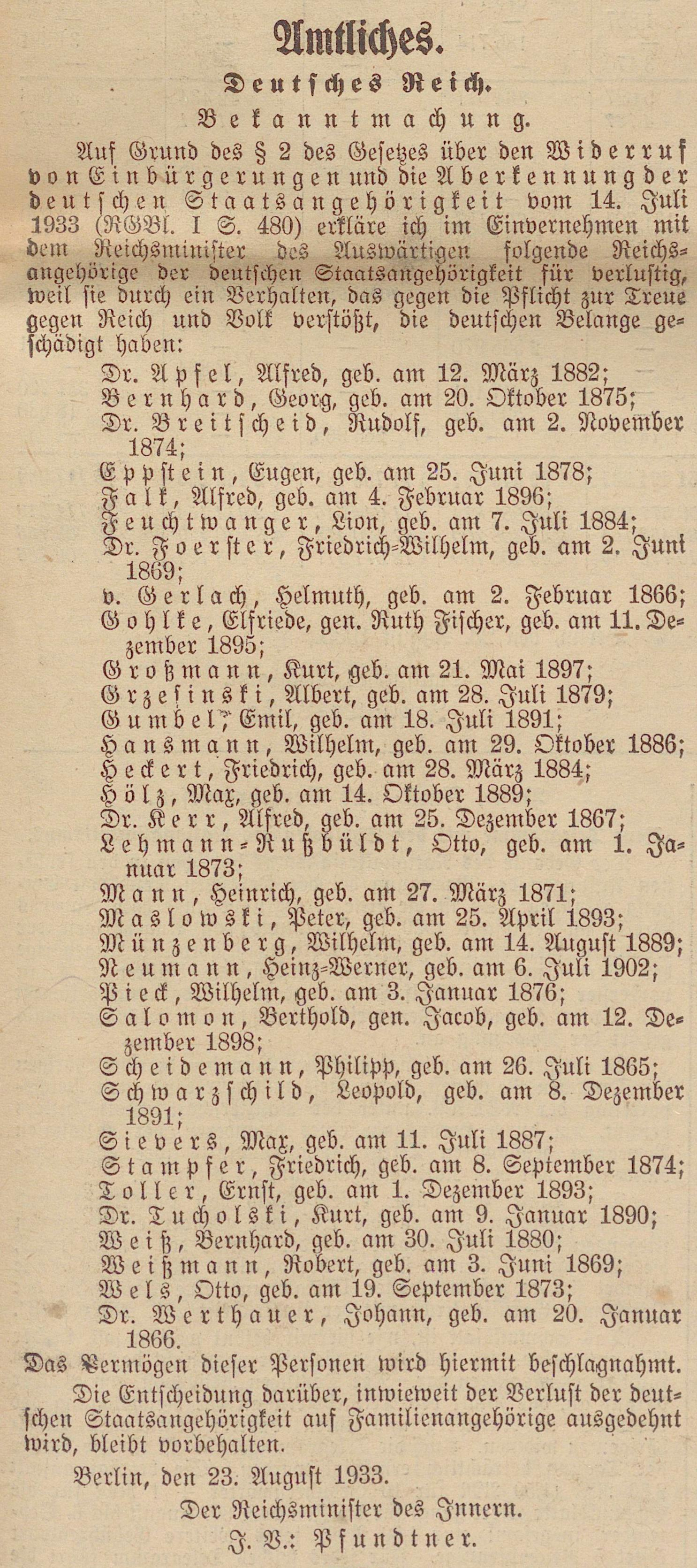
Erste Ausbürgerungsliste vom 25. August 1933, sechs Monate nach der NS-Machtübernahme

Das „Dritte Reich“ machte umfassenden Gebrauch von der Ausbürgerung, insbesondere gegen Oppositionelle und Unliebsame. Rechtsgrundlage für die Ausbürgerungen war das Gesetz über den Widerruf von Einbürgerungen und die Aberkennung der deutschen Staatsangehörigkeit. Aufgrund dieses Gesetzes wurden 359 Ausbürgerungslisten im Deutschen Reichsanzeiger veröffentlicht; insgesamt wurden bis zum Ende des Zweiten Weltkriegs 39.006 Personen ausgebürgert. Die amtlichen Listen dazu führten viele Ausgebürgerte mit einem Wohnsitz außerhalb des Reichs auf, was bedeutet, das Auswärtige Amt übermittelte die Daten, die in Konsulaten im Ausland erhoben wurden, an die Ausbürgerungsbehörden.
§ 26 Abs. 1 RuStAG trat mit dem Inkrafttreten des Gesetzes über den Aufbau der Wehrmacht vom 16. März 1935 (RGBl. I S. 375) wieder in Wirkung.
Mit den Nürnberger Gesetzen behielten Juden zwar noch ihre deutsche Staatsangehörigkeit, waren faktisch aber keine gleichberechtigten Staatsbürger mehr. Nach dem 25. November 1941 verloren Juden ihre Staatsbürgerschaft, wenn sie die deutsche Reichsgrenze überschritten. Dies betraf sowohl aus eigenem Willen emigrierende wie auch deportierte Juden. Ihr Vermögen wurde arisiert.
Mit dem Schicksal der durch den NS-Staat ausgebürgerten Personen befasst sich Artikel 116 des Grundgesetzes für die Bundesrepublik Deutschland, Abs. 2. Diese können einen Antrag auf Wiedererlangung der Staatsbürgerschaft stellen oder erlangen diese automatisch wieder, indem sie in Deutschland Wohnsitz nehmen. Das gilt auch für ihre Nachkommen.
Prominente Opfer einer Ausbürgerung durch das Nazi-Regime sind:
- Hannah Arendt
- Erich Auerbach
- Willy Brandt
- Bertolt Brecht
- Albert Einstein
- Friedrich Wilhelm Foerster
- Lion Feuchtwanger
- Carl Flesch
- Paul Geheeb
- Oskar Maria Graf
- Else Lasker-Schüler, 1938
- Heinrich Mann
- Thomas Mann
- Erich Maria Remarque
- Philipp Scheidemann
- Robert Stolz
- Ernst Toller
- Kurt Tucholsky
- Otto Wels
- Johannes Werthauer und Familie
- Friedrich Wolf
- Arnold Zweig
- Stefan Zweig[12]

### DDR
Nach dem Staatsbürgerschaftsgesetz der DDR konnte die Staatsbürgerschaft der DDR Personen bei Wohnsitznahme außerhalb ihres Gebietes entzogen werden. Das traf häufig politisch Oppositionelle.
Opfern einer Ausbürgerung wurde vom Ministerrat die Staatsbürgerschaft der DDR aberkannt, z. B.
- Wolf Biermann (siehe Ausbürgerung Wolf Biermanns)

Opfer einer Ausbürgerung waren aber auch politische Gefangene, die in der Haft genötigt wurden, einen Antrag auf Entlassung aus der Staatsbürgerschaft zu stellen, z. B.:
- Jürgen Fuchs
- Roland Jahn
- Vera Lengsfeld
- Frank-Wolf Matthies[13]
- Thomas Auerbach[14]
- Lutz-Peter Naumann
- Siegfried Heinrichs
- Siegmar Faust
- A. R. Penck
- Gerulf Pannach

### Bundesrepublik Deutschland
Auf Grund der Erfahrungen der NS-Zeit darf gemäß Art. 16 Abs. 1 S. 1 GG die deutsche Staatsangehörigkeit nicht entzogen werden. Der Verlust der deutschen Staatsangehörigkeit ist hingegen nach Art. 16 Abs. 1 S. 2 GG zulässig; dieser darf jedoch nur auf Grund eines Gesetzes eintreten und zudem nur dann gegen den Willen des Betroffenen, wenn er dadurch nicht staatenlos wird.
Nach dem Staatsangehörigkeitsgesetz (StAG) kann es allerdings zum Verlust der deutschen Staatsbürgerschaft kommen, z. B. beim nicht genehmigten Erwerb einer ausländischen Staatsangehörigkeit (§ 25 Abs. 1 StAG) oder beim nicht genehmigten Eintritt in eine ausländische Streitkraft, deren Staatsangehörigkeit er besitzt (§ 28 Abs. 1 Nr. 1 StAG). Wer eine fremde Staatsangehörigkeit zusätzlich zur deutschen erwerben will, benötigt vor Beantragung der ausländischen Staatsangehörigkeit eine Beibehaltungsgenehmigung nach § 25 Abs. 2 StAG (siehe Weblinks). Seit dem Inkrafttreten des Staatsangehörigkeitsmodernisierungsgesetzes (StARModG) im Juni 2024 ist es deutschen Staatsbürgern erstmals möglich, eine weitere Staatsbürgerschaft durch Einbürgerung anzunehmen, ohne dabei die deutsche Staatsbürgerschaft zu verlieren. Das gesetzliche Erfordernis, vor einer Einbürgerung in einem anderen Staat außerhalb der EU oder der Schweiz, eine Beibehaltungsgenehmigung beantragen zu müssen, entfällt. Deutschen Staatsbürgern wird damit die generelle Mehrstaatigkeit erlaubt.
Außerdem ist es z. B. möglich und zulässig, dass eine durch falsche Angaben erschlichene Einbürgerung widerrufen wird. So wurde z. B. ein Helfer der Sauerland-Gruppe nach rechtskräftiger Ausbürgerung staatenlos, nachdem er im Einbürgerungsverfahren falsche Angaben gemacht hatte.
In Deutschland erregte 2002 die angebliche „Ausbürgerung“ des wegen versuchten Mordes an einem Polizisten verurteilten deutschen Schriftstellers und RAF-Unterstützers Peter-Paul Zahl öffentliche Aufmerksamkeit. Tatsächlich verweigerte ihm die deutsche Botschaft in Kingston (Jamaika) einen neuen Reisepass; er habe, so die Begründung, 1995 mit der Einbürgerung in Jamaika automatisch die deutsche Staatsbürgerschaft verloren. Das bedeutet, dass es sich hier eben nicht um Ausbürgerung gehandelt hat. Die Auseinandersetzung wurde schließlich durch die Wiedereinbürgerung Zahls im November 2004 beendet.
Ebenso wenig handelt es sich beim sogenannten Optionsmodell um eine Ausbürgerung: Danach konnten in den Jahren 2013 und 2014 Nachkommen ausländischer Eltern ihre deutsche Staatsbürgerschaft unter bestimmten Umständen wieder verlieren. Diese besitzen als Ausnahme vom Abstammungsprinzip ab Geburt die doppelte Staatsbürgerschaft, sind aber in vielen Fällen ab dem 18. Lebensjahr verpflichtet, sich für eine der Staatsangehörigkeiten zu entscheiden. Aufgrund der eigenen Entscheidungsfreiheit handelte es sich nach deutschem Recht jedoch nicht um Ausbürgerung.
Seit dem 9. August 2019 kann gem. § 28 Abs. 1 Nr. 2, Abs. 3 StAG der Verlust der deutschen Staatsangehörigkeit im Falle von Doppel- oder Mehrstaatigkeit jedoch festgestellt werden, wenn ein Deutscher sich an Kampfhandlungen einer terroristischen Vereinigung im Ausland konkret beteiligt.

## Ausbürgerung in der Schweiz
Von Ausbürgerung spricht man umgangssprachlich in der Schweiz in drei Fällen:
- Nichtigerklärung, wenn einem Eingebürgerten nachträglich die Einbürgerung abgesprochen wird, weil er beim Einbürgerungsgesuch schwerwiegende Tatsachen verschwiegen hat (unwahre Angaben gemacht hat), die die Einbürgerung ausgeschlossen hätten;
- Entlassung eines Doppelbürgers aus dem Bürgerrecht auf eigenes Begehren;
- Entzug bei einem Doppelbürger, wenn sein Verhalten den Interessen oder dem Ansehen der Schweiz erheblich nachteilig ist.

### 1940 – 1954
Im Zuge des Vollmachtenregimes während des Zweiten Weltkriegs wurden zwei Bundesratsbeschlüsse von 1941 und 1943 erlassen, welche bis 1947 in Kraft waren. Diese erlaubten es, das Schweizer Bürgerrecht wegen „un-schweizerischem Verhalten“ zu entziehen. Laut der Historikerin Nicole Schwalbach sind im Zeitraum zwischen 1940 und 1952 insgesamt 86 Personen wegen «sicherheitspolitischer oder rufschädigender Vergehen gegen die Schweiz» ausgebürgert worden.

### 2018
Per 1. Januar 2018 ist die Bürgerrechtsverordnung (BüV) in Kraft getreten. Sie konkretisiert die Tatbestände, die eine Ausbürgerung begründen können: Schweres Verbrechen im Rahmen von terroristischen Aktivitäten, gewalttätiger Extremismus, organisierte Kriminalität, Völkermord, Verbrechen gegen die Menschlichkeit, Kriegsverbrechen, schwere Verletzung der Genfer Konventionen, «wer die guten Beziehungen der Schweiz zu einem fremden Staat dauerhaft durch die Beleidigung dieses Staats gefährdet», Angriffe auf die Unabhängigkeit der Eidgenossenschaft, verbotener und politischer Nachrichtendienst und staatsgefährdende Propaganda. Die Vermeidung der Staatenlosigkeit gehört zum grundlegenden Völkerrecht. Deshalb wendet die Schweiz die Ausbürgerung nur auf Doppelbürger an. Parlamentarische Vorstöße, die gegen dieses Prinzip verstoßen, lehnt der Bundesrat regelmäßig ab.
Im Februar 2020 war erstmals seit dem Zweiten Weltkrieg ein Ausbürgerungsverfahren beim Staatssekretariat für Migration (SEM) positiv entschieden worden und danach rechtskräftig in Kraft getreten. Es handelte sich um eines von mehreren seit 2018 laufenden Verfahren wegen Dschihadismus oder Unterstützung desselben.

## Ausbürgerung in der Türkei
Im Anschluss an den Putschversuch von 2016 gegen den türkischen Präsidenten Erdogan und den anschließenden Massenverhaftungen und Massenentlassungen sind zahlreiche Türken ins Ausland geflohen. Westliche Staaten, wie die USA und Deutschland, haben türkischen Forderungen nach einer Auslieferung Betroffener bislang nicht stattgegeben.
Im Januar 2017 erließ die türkische Regierung ein Notstandsdekret. Es sieht die Aberkennung der Staatsbürgerschaft bei schweren Straftaten vor, wenn sich der im Ausland befindliche Beschuldigte nicht innerhalb drei Monaten bei den türkischen Behörden meldet. Das Dekret erstreckt sich auf Straftaten wie Umsturzversuche, das Aufwiegeln des Volkes zum bewaffneten Aufstand oder wenn der Betroffene „eine Tat begeht, die nicht vereinbar mit der Loyalität zum Vaterland ist“.
Anfang Juni 2017 veröffentlichte das türkische Innenministerium eine Liste mit 130 türkischen Staatsbürgern im Staatsanzeiger. Auf ihr befinden sich oppositionelle Politiker der pro-kurdischen Oppositionspartei HDP, der verbotenen kurdischen Arbeiterpartei PKK und der Gülen-Bewegung. Im September 2017 wurde eine weitere Liste mit 99 Namen publiziert.